# Anna (Spanyolország)
Anna egy község Spanyolországban, Valencia tartományban. Anna Cotes, Enguera, Estubeny, Llanera de Ranes, Sellent, Xàtiva és Chella, Valencia községekkel határos. Lakosainak száma 2595 fő (2024).

## Népesség
A település lakosságának változását az alábbi diagram mutatja:
| Lakosok száma | 2677 | 2775 | 2718 | 2774 | 2737 | 2655 | 2639 | 2628 | 2583 | 2595 |
|               | 2001 | 2004 | 2007 | 2009 | 2012 | 2014 | 2017 | 2019 | 2022 | 2024 |